# Block party
Pour l’article ayant un titre homophone, voir Bloc Party.

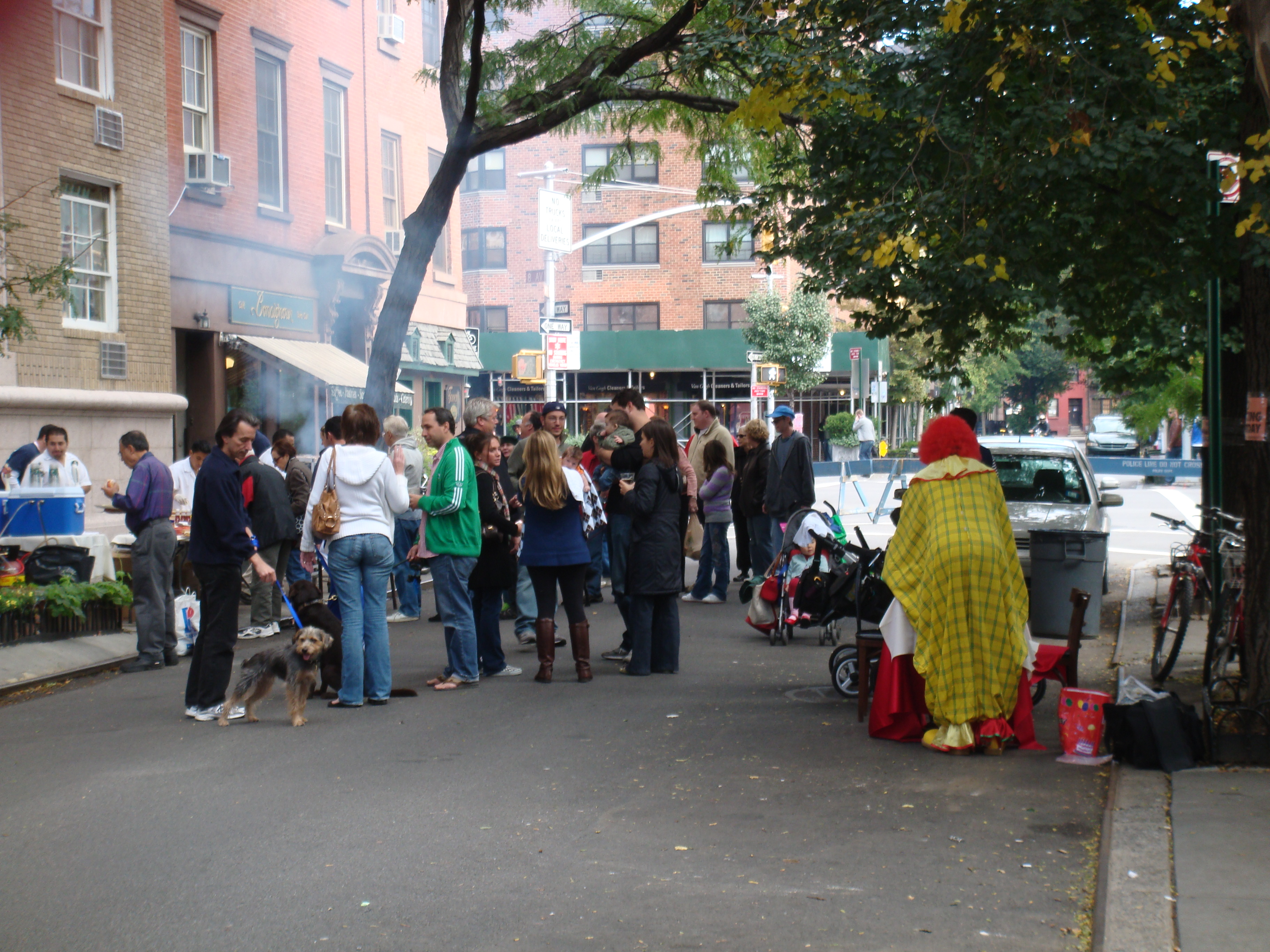
Block party à Manhattan.

Une block party est, dans la culture américaine, une fête de quartier qui réunit un voisinage autour de quelques musiciens.

## Description
Une block party peut être organisée de jour ou de nuit, en fermant les deux côtés d'une rue avec des barrières et un service de sécurité. Les éclairages et la sono sont branchés sur un lampadaire dont on détourne le courant, et on fait payer un faible droit d'entrée pour que les gens du quartier viennent faire la fête, loin des lumières de la ville. Le DJ, personnage-clé, arrive avec sa mallette de 45 tours dont il a détaché les étiquettes afin que les individus curieux — ou les DJ concurrents — ne puissent deviner sa sélection musicale.
La plus grande block party du monde serait celle de la vieille église Saint-Patrick de Chicago.

## Histoire
Les block parties ont vu leur popularité augmenter à partir des années 1970, notamment à New York dans des boroughs tels que Manhattan (quartier de Harlem), le Queens, Brooklyn ou le Bronx. Les block parties ont eu une influence très importante sur l'éclosion de la culture hip-hop, du rap, du deejaying. Aux environs des années 2010, le terme devient un peu galvaudé et concerne souvent des rassemblements qui n'ont plus rien à voir avec la vie d'un quartier et la culture populaire.